# Sembawa (Jalaksana)
Sembawa is een bestuurslaag in het regentschap Kuningan van de provincie West-Java, Indonesië. Sembawa telt 2855 inwoners (volkstelling 2010).